# اینکه
اینکه (به مجاری: Inke) یک شهرداری در مجارستان است که در ناحیه چورگو واقع شده‌است. اینکه ۵۱٫۷۶ کیلومتر مربع مساحت و ۱٬۳۴۸ نفر جمعیت دارد.